# Rabiu Afolabi
Rabiu Afolabi (født 18. april 1980 i Osogbo, Nigeria) er en nigeriansk tidligere fodboldspiller, som i foråret 2013 spillede i Superliga-klubben SønderjyskE.

## Karriere

### Standard Liège
Afolabi kommer fra den lille by Osogbo i Nigeria. Afolabi startede sin fodboldkarriere i NEPA Lagos i Nigeria. Afolabi forlod i 1997 hjemlandet for at tilslutte sig det belgiske hold, Standard Liège, her blev han opdaget efter en imponerende indsats ved 1997-udgaven af UEFA-CAF Meridian Cup. Standard, spille en dårlig sæson og sluttede den 9. pladsen i. I efterfølgende sæson, var Afolabi en afgørende faktor, for Standard i ligaen. Han spillede 26 kampe og scorede et mål. Standard endte på 6. pladsen. I sæsonen 1999/2000 sluttede Standard på femtepladsen. Afolabi scorede ét mål i sæsonen.

### Napoli
Afolabi var efterhånden blevet en regelmæssig spiller som imponerede for klubben, som ikke kunne holde på ham. Han blev derfor udlejet til Serie A klubben Napoli, forud for 2000-2001 sæsonen. Her brød han dog aldrig igennem, hovedsageligt pga. skader. Da han var klar, fik han kampe på 2. holdet. I 2000/2001 sæsonens vintertransfer vendte han tilbage til Belgien, og til Standard. Standard sluttede på femtepladsen. Afolabi blev nævnt som den bedste forsvarer i Belgien. Sæsonen 2001/2002 var ikke så vellykket for Afolabi. Her spillede han kun 14 ligakampe.

### FK Austria Wien
I 2003 skrev Afolabi med den østrigske klub FK Austria Wien. Han kom på en fri tranfer. Her startede han med at tabe 2-1 sammen med klubben til FC Kärnten. Afolabi spillede sig dog ind som fast mand og fik 33 kampe for klubben samt en temmelig godkendt sæson.
I sommeren 2004 viste franske Olympique de Marseille interesse for Afolabi, det samme gjorde andre klubber. Men i sidste ende besluttede han sig for at blive i Wien. Han spillede 27 ligakampe i 2004/2005 sæsonen, og scorede ét mål i en 3-0 sejr i en udekamp mod FC Wacker Tirol. Afolabi deltog sammen med klubben, i UEFA Cup 2004-05. Klubben blev dog slået ud af den italienske klub Parma, som følge af reglen med udebanemål.

### FC Sochaux-Montbéliard
I sæsonen 2005/2006 i Østrig, forlod nogle spillere klubben. En af dem var Afolabi, der skiftede for et større beløb, til FC Sochaux-Montbéliard. Han fik sin Ligue 1 debut, d. 13. august 2005, i en 2-1 sejr over OGC Nice. Debuten var ikke en succes for Afolabi, som blev udvist i kampens 87. minut. Han scorede sit første mål for klubben i 37. runde af Ligue 1, mod Troyes AC. Han spillede en god sæson for klubben, selvom han med sine holdkammerater lukkede for mange mål ind og endte på en samlet 15. plads i Ligue 1.

### Red Bull Salzburg
Efter at have forladt FC Sochaux i slutningen af sæsonen 2008-2009 på fri transfer, underskrev Afolabi en to-årig kontrakt med Red Bull Salzburg. Afolabi var en regelmæssig spiller i det centrale forsvar i debutsæsonen. Afolabi scorede et vigtigt sejrsmålet imod titel rivalerne SK Rapid Wien, i februar 2010, i klubbens kamp om at vinde det østrigske mesterskab. Den 7. november 2010, spillede han sin kamp nummer 100 i den østrigske Bundesliga (60 for FK Austria Wien og 40 for Red Bull Salzburg). Efter sin anden sæson i Salzburg, blev hans kontrakt ikke forlænget, og Afolabi måtte finde sig en ny klub.

### Monaco
Efter han blev fri på markedet, blev Afolabi sat i forbindelse med den tyske klub Eintracht Frankfurt, som tilbød Afolabi en kontrakt. Det blev dog aldrig til noget og den 31. august 2011, vendte Afolabi til Frankrig efter to år med Salzburg. Her skrev han en kontrakt med nedrykkerne fra Ligue 1, Monaco. Den 19. september 2011 scorede Afolabi et mål i sin debut for klubben. Det endte i en 1-0 sejr over Arles-Avignon. Det gav Monaco deres første sejr i Ligue 2.

### SønderjyskE
I vinteren 2013 skrev Afolabi under med den danske Superliga-klub SønderjyskE efter at være blevet fristillet af Monaco. Han fik en halvt år lang kontrakt, hvor han skulle komme i topform igen efter en dårlig periode i Frankrig, samtidig med at han skulle hjælpe klubben til overlevelse i den bedste danske række. Afolabi fik sin debut for klubben og i den danske Superliga, d. 28. marts 2013. Her var han med til at vinde 5-0 over bundrivalerne fra Silkeborg IF. Afolabi havde en solid debut og blev nævnt som en af banens bedste spillere.
I den efterfølgende kamp, tabte han sammen med holdet 0-2 i mod Randers FC, men leverede en fornem indsats, som igen berettigede ham til at være en af banens bedste spillere for SønderjyskE. Han fik genvalg ovenpå 5-0 sejren over Silkeborg, og slog således hans hold kammerat og normalt faste mand i forsvaret Niels Lodberg ud af startformationen.

## Landsholdskarriere
Afolabi, har været aktiv omkring de nigerianske landshold siden 2000, hvor han har været en del af truppen i VM i fodbold 2002 kvalifikationen og var også i truppen både VM i fodbold 2002 og VM i fodbold 2010. Han har scoret ét mål på landsholdet.

## Anden viden
Hans navn, Afolabi, betyder "Born into wealth" - på dansk "Født ind i rigdommen". I sit hjemland bliver han kaldet "Robocop" grundet sine stive bevægelser, når han spiller fodbold.